# Manuelle Gautrand
Manuelle Gautrand, née le 14 juillet 1961 à Marseille, est une architecte française. Elle est connue pour avoir réalisé C42, le showroom amiral de Citroën sur les Champs-Élysées, à Paris.

## Biographie
Née en 1961 à Marseille, fille de deux architectes, Alain Gautrand et Janine Huvig, Manuelle Gautrand obtient en 1985 son diplôme d'Architecte DPLG à l'École nationale supérieure d'architecture de Montpellier. Elle travaille ensuite pendant plusieurs années auprès de différentes agences d’architecture, à Paris.
En 1991, elle crée sa propre agence d’architecture. Manuelle Gautrand Architecture, à Lyon, puis à Paris en 1994. Son mari, Marc Blaising, la rejoint en 1993 à titre d'associé et assure la gestion de l’agence.
Manuelle Gautrand assure quelques enseignements à l'école spéciale d'architecture de Paris (1999-2000), à l'École nationale supérieure d'architecture Paris-Val-de-Seine (2000-2003), à la Technische Universität de Vienne en Autriche (2009) et à l'école d'architecture de l'Université de Floride aux États-Unis (2010).
En 2007, elle se fait connaitre en dessinant la façade du « Citroën C42 », le showroom amiral de Citroën sur les Champs-Élysées à Paris,,. La maquette présentée au concours associée à cette réalisation est conservée par la Cité de l'architecture et du patrimoine.
Elle conçoit également et pilote la réalisation, avec son agence, de l'extension du Musée d'art moderne de Villeneuve-d'Ascq, livrée en 2009, et la restructuration de la Gaïté-Lyrique à Paris , livrée en 2010.
En 2017, elle devient la première femme lauréate du prix européen pour l'architecture.

## Réalisations (extraits)
- 1993 : Passerelle piétonne « des quatre vents » à Lyon, France
- 1994 : Complexe cinématographique de 4 salles à Villefontaine, France
- 1995 : Restructuration-extension d’un bâtiment universitaire à Villeurbanne, France
- 1996 : Institut Universitaire Professionnel à Annecy-le-Vieux, France
- 1996 : Restructuration d’un cinéma de 2 salles à Saint-Priest, France
- 1996 : Bâtiment d’entreposage sur l’aéroport de Nantes, France
- 1997 : Collège « Laurent Mourguet » à Écully, France
- 1997 : Halte-fluviale sur la Saône à Fontaines-sur-Saône, France
- 1998 : Bâtiment d’avitaillement (catering) sur l’aéroport de Nantes, France
- 1998 : 5 gares de péages sur l’autoroute A16, France
- 1998 : Entrepôt A12 sur le port de Gennevilliers, France
- 1999 : Théâtre du Centre Dramatique National de Béthune, France
- 1999 : Institut Universitaire en Logistique à Lieusaint, France
- 2000 : Centre cultuel et cinémas à Saint-Louis, France
- 2002 : stations de métro « J.F. Kennedy » et « Villejean - Université » à Rennes, France
- 2006 : logements collectifs « Solaris » à Rennes, France
- 2007 : Immeuble logements collectifs à Boulogne-Billancourt, France
- 2007 : le «Citroën C42»: showroom amiral Citroën sur les Champs-Elysées à Paris, France[5]
- 2009 : Façades du Centre commercial « Shaengwattana » à Bangkok,Thaïlande
- 2009 : Extension-Restructuration du Musée d’Art Moderne de Lille à Villeneuve d’Ascq, France[5]
- 2010 : Immeuble de bureaux la « Cité des Affaires » à Saint-Étienne, France[5]
- 2010 : Reconversion de la Gaité Lyrique en centre de musiques actuelles à Paris, France[5]
- 2010 : Immeuble de bureaux Zac Lyon-Confluence à Lyon, France[1]
- 2011 : Ensemble de logements collectifs à Acigné, France
- 2011 : Immeuble de bureaux « Origami », Avenue de Friedland à Paris, France
- 2014 : Façades des Galeries Lafayette de Metz, France[3],[8]
- 2014 : Extension – restructuration de la Comédie de Béthune, France
- 2015 : Le Forum, équipement sportif, associatif et évènementiel à Saint-Louis, France
- 2016 : Résidence hôtelière « Hypark » à Paris 19e, France
- 2016 : Reconstruction des cinémas Alésia à Paris 14e, France[3]
- 2016 : Immeuble de logements collectifs Zac Cartoucherie à Toulouse, France
- 2019 : Immeuble de logements innovants, Edison Lite, Paris, France
- 2019 : Le Belaroïa, deux hôtels pour 220 chambres et 12 logements à Montpellier, France[9],[1]
- 2021 : Scénographie de l'exposition "Manuelle Gautrand Architecture" sur le site Le Corbusier à Firminy, France
- 2022 : Hotels Courtyard & Residence Inn à Roissy en France
- 2022 : Restructuration du Centre Commercial Galeries Lafayette d'Annecy[10].

## Récompenses

### Postes d'honneur
- Membre de l'ordre des architectes français depuis 1990
- Membre titulaire de l'Académie d'architecture[11] depuis 2005, et vice-présidente de 2015 à 2016, présidente en 2017
- Membre du comité « Beaux-Arts » de la Société d'encouragement pour l'industrie nationale (S.E.I.N) de 2013 à 2016
- Membre de la Commission régionale du Patrimoine et de l'architecture d'Ile-de-France
- Membre du comité "Anticipations", programme d'immersion pour la prospective pour appréhender les métamorphoses de notre société depuis 2021

## Distinctions
- Commandeure de l'ordre des Arts et des Lettres, nommée en 2023
- Chevalière de la Légion d'honneur, nommée en avril 2010

### Ouvrages
- Lucciana Ravanel & Manuelle Gautrand, La Coupole à Saint-Louis, Éditions Diagonale – Italie – 2003
- Alice Laguarda & Manuelle Gautrand, The Luxury of Being Unaccustomed, DD Series 06, Editions Damdi – Corée – 2004
- Paul Ardenne & Manuelle Gautrand, Manuelle Gautrand Architecture, Ante Prima Production, Éditions Birkhauser, Allemagne, 2005. Réédité par Éditions Infolio, Suisse, 2005 et par Neo Architecture Serie, Éditions Images, Australie, 2005
- Manuelle Gautrand, 2006 - 2007 Collection, About Serie 13, Éditions Libria – Italie – 2007
- Alice Laguarda & Florence Accorci & Manuelle Gautrand, Ré-enchanter la Ville – Re-enchant the City, Éditions ICI – France – 2008
- Lionel Blaisse & Michèle Leloup & Manuelle Gautrand, LaM, le Musée d’art moderne de Lille Métropole, Éditions Archibooks – France – 2010
- Paul Finch & Manuelle Gautrand, Ceux que j’ai (déjà) construits (1991-2011), Éditions Archibooks – France – 2011
- Michèle Leloup & Régis Grima & Manuelle Gautrand, La Gaîté du Lyrique au Numérique, Éditions Archibooks – France – 2011
- Françoise Bonnefoy & Manuelle Gautrand, LaM – Villeneuve d’Ascq, L’esprit du Lieu, Nouvelles éditions Scala - France – 2014.
- Jean-Philippe Hugron, Le Forum de Saint-Louis, Éditions Archibooks - France - 2016
- Manuelle Gautrand Architecture, The Images Publishing Group, Australie, 2017. Réédité par Hachette, Italie, 2019

### Filmographie
- 2008 : Documentaire « l’Art et la Manière » diffusé sur ARTE : portrait de Manuelle Gautrand, 26 minutes, réalisé par Paul Boucheny
- 2009 : émission « Chic » diffusée sur ARTE : rencontre avec Manuelle Gautrand, 4 épisodes de 10 minutes
- 2021 : mini-série "Franck cavale" dans l'architecture de Manuelle Gautrand, par Premier Souffle Production, 5 épisodes d'une œuvre fictive

### Expositions
Œuvres entrées dans les collections du Centre Pompidou à Paris (Showroom Citroën) et de la Cité de l’Architecture et du Patrimoine à Paris (Musée d’Art Moderne de Lille et Showroom Citroën à Paris).
Sélections d’expositions ayant présentés un projet de Manuelle Gautrand :
- 1998 : Galerie Taisei – Tokyo, « Nouvelle Vague » - Japon
- 1999 : Institut Français – Madrid, “Rushes” - Espagne
- 2001 : Archilab – Orléans, « Habiter aujourd’hui » - France
- 2001 : Alliance francaise – Rotterdam, “Hybrid Landscapes” – Pays-Bas
- 2002 : Archilab – Orléans, “Collective exhibition” - France
- 2002 : De singel international arts center – Antwerp, “Collective exhibition” - Belgique
- 2002 : Venice Architecture Biennale (Pavillon Français) “Contextes” - Italie
- 2002 : Pavillon de l’arsenal – Paris, « Territoires partagés » - France
- 2003 : La galerie d’architecture – Paris, « Inaccoutumance » solo exhibition - France
- 2003 : C.A.U.E. 92 – Sceaux, « Carrosseries » - France
- 2003 : Musée d’Art Moderne de Lille : « Extension du LaM » - France
- 2004 : Deutsches Architektur Museum – Frankfurt, “Post-Modernism Revisited” - Allemagne
- 2004 : Venice Architecture Biennale (Arsenal), “Metamorph” – Italie
- 2006 : Musée des Arts et Métiers – Paris, « Bétons-Betonnez-Vous » - France
- 2007 : Sao-Paulo Architecture Biennale – Brésil
- 2007 : Maison de l’architecture – Paris, « Dehors Paris » - France
- 2008 : Venice Architecture Biennale (Pavillon Français) “Générocité” – Italie
- 2008 : Swiss Architecture Museum – Basel, “Re-sampling Ornament” – Suisse
- 2009 : Maison de l’architecture – Lille, “Dentelles d’architecture” - France
- 2009 : Arkitektur Museet – Stockholm, “Re-sampling Ornament” - France
- 2009 : Centre Georges Pompidou – Paris, “Elles@Centrepompidou” - France
- 2009 : Zezeze Architecture Gallery - Tel Aviv “Cut_Out” solo exhibition - Israel
- 2009 : Cité de l’architecture & du patrimoine – Paris, « Générocité »  - France
- 2009 : Pavillon de l’arsenal – Paris, « Projets construits » - France
- 2009 : Centre d’information sur l’urbanisme – Rennes, « Quel habitat collectif pour demain » - France
- 2010 : Pavillon de l’arsenal – Paris, « Habiter 10.09 - 09.10 » - France
- 2010 : Centre Pompidou – Metz, « Chefs-d’œuvre ? » - France
- 2011 : Cité de l’architecture et du patrimoine – Paris, « Nouvelles acquisitions » - France
- 2011 : Maison de l’architecture – Paris, « Architectures et espace public » - France
- 2012 : Pavillon de l'arsenal – Paris, « Immobilier d'entreprises en Ile-de-France » - France
- 2012 : Maison de l'Architecture – Paris, « EuropaCity exhibition » - France.
- 2021 : Site Le Corbusier - Firminy, "Manuelle Gautrand Architecture" - France